# Mirko Rossato
Mirko Rossato, né le 7 décembre 1968 à Monselice (Vénétie), est un ancien coureur cycliste italien. Il est actuellement directeur sportif de l'équipe Bardiani CSF.

## Biographie
Mirko Rossato commence sa carrière chez les professionnels avec l'équipe Scrigno en 1996. Il remporte cette année-là le GP Diano Marina et participe à son premier grand tour, le Tour d'Italie, lors duquel il abandonne. En 1997, Rossato se classe au deuxième rang lors des 7e et 13e étapes du Tour d'Italie, bien qu'il abandonne une nouvelle fois avant l'arrivée de la course. La saison suivante, Mirko Rossato totalise quatre succès : il s'impose à deux reprises sur le Tour de Langkawi, une fois sur le Tour d'Autriche, puis gagne le GP Cementizillo. Il prend sa retraite à la fin de cette saison.
En 2012, il devient directeur sportif de l'équipe Colnago-CSF Inox qui devient par la suite Bardiani CSF.

## Palmarès

### Palmarès amateur
- 1990
  - Trophée Visentini
- 1992
  - Gran Premio Consar Grar Voltana
- 1994
  - 2e du Trofeo Papà Cervi
- 1995
  - Circuito di Sant'Urbano
  - Gran Premio Consar Grar Voltana

### Palmarès professionnel
- 1996
  - Gran Premio di Diano Marina
  - 3e du Trophée Gaetano Santi
- 1997
  - 6e de Paris-Tours
- 1998
  - 4e et 9e étapes du Tour de Langkawi
  - 7e étape du Tour d'Autriche
  - GP Cementizillo

### Résultats sur les grands tours

#### Tour d'Italie
3 participations
- 1996 : abandon
- 1997 : abandon
- 1998 : abandon

#### Tour d'Espagne
2 participations
- 1996 : abandon
- 1997 : abandon